# 中国繁缕
中国繁缕（学名：Stellaria chinensis）是石竹科繁缕属的植物，为中国的特有植物。分布于中国大陆的安徽、江西、甘肃、江苏、湖南、浙江、湖北、山东、河北、四川、河南、广西、陕西、北京、福建等地，生长于海拔160米至2,500米的地区，常生于石缝、冷杉林下、灌丛或湿地，目前尚未由人工引种栽培。

## 别名
鸦雀子窝（宜昌）